# شام (سيارة)
سيارة شام هي أول نوع من السيارات السورية والتي تمت صناعتها بسوريا بعد إنشاء مصنع السيارات بمنطقة عدرا بريف دمشق وإطلاقها في السوق السورية من قبل الشركة السورية الإيرانية لتصنيع السيارات سيامكو في دمشق .

## صناعة السيارات في سورية
دخلت الجمهورية العربية السورية المجال الفعلي في تصنيع السيارات عبر الشركة السورية سيامكو / بسيارتها شام SHAM كأول مصنع وطني سوري متكامل لصناعة و تركيب قطع السيارات في سورية بشكل كامل والتي تعد خطوة كبيرة تخطوها سوريا في مجال صناعة السيارات. بهدف تلبية حاجة السوق المحلي والعربي والإقليمي وهذا ما تخطط له الشركة.
ويوجد في سوريا منذ عدة عقود عدد من الشركات التي تقوم بصناعات ترتبط بصناعة السيارات أو مكوناتها مثل صناعات تجميع السيارات والآليات والحافلات والميكروباصات W - K وما يرتبط بها، ومنذ عقود يوجد صناعات للحافلات وتجهيزها بموترات لماركات عالمية، وهناك عدة مصانع لصناعة هياكل السيارات وصناديق الشاحنات، وصناعة الجرارات الزراعية وصناعة بعض قطع الغيار للسيارات وصناعة التجهيزات والإكسسوارت التي تدخل في هذا المجال من الصناعة .

## سيارة شام
السيارة الجديدة التي أطلقت في السوق السورية كأول سيارة سورية (صنعت في سوريا) تحت شعار (بالإنجليزية: MADE IN SYRIA)‏ هي سيارة شام SHAM ، والتي جهزت بأحدث المواصفات العالمية .
بعض المعطيات بالأرقام عن سيارة شام السورية:
- الطاقة الإنتاجية السنوية: 10 آلاف سيارة في العام.
- الطاقة الإنتاجية اليومية: 40 سيارة .
- الوزن: 1200 كغ.
- المحرك: 1600CC و 1800CC.
- الاستطاعة: 100 حصان
- اللون: عدة ألوان
- مواصفات :مزودة باحدث النظم والتكنولوجيا

و قد قام الرئيس السوري بشار الأسد بزيارة إلى المصنع الجديد للشركة وتفقد مراحل العمل كافة. كما وقام بتجربة السيارة بنفسه .

## سعر السيارة أول طرحها
- يبلغ سعر السيارة في السوق المحلي موديــ 1600ccــل 725000 ليرة سورية أي: 11330 دولار أمريكي تقريبًا وهو سعر منافس بالنسبة للسيارات المشابهة في السوق المحلي في سوريا.
- وسعر السيارة موديــ1800:ccــل 875000ليرة سورية أي: 12315 دولار أمريكي تقريبًا وهو سعر منافس أيضًا.

## توقف الإنتاج
أعلنت الشركة المنتجة عام 2017 عن توقف إنتاج السيارة نهائياً، لأن الموديل أصبح قديماً، وأنها ستبدأ بإنتاج موديلين جديدين أكثر حداثة هما سيارة بالميرا و سيارة شمرا و سيارة شهباء.

## عن السيارة والشركة
جهزت سيارة شام السورية بنظم آلية حديثة وبجميع وسائل الرفاهية في الداخل من زجاج كهربائي ومرايا كهربائية ومكيف وكافة الكماليات الأخرى .
هذا وقد صادقت وزارة المالية على إعطاء قروض إلى حد 60% من سعر السيارة لتشجيع اقتنائها. وأقفل باب الاكتتاب الأول على سيارة شام عند ألفي مكتتب، وقامت الشركة بالاستفادة من خبرة الشركة الإيرانية في مجال صناعة السيارات لترسيخ قاعدة قوية في مجال وإعداد أكبر عدد من المهندسين والفنيين السوريين في مجال صناعة السيارات في سورية، إضافة لقنوات التعاون مع بعض الشركات في عدد من الدول مثل روسيا والهند ومن الخبراء السوريين في هذا المجال والعاملين في دول أوروبا في ألمانيا وإيطاليا وفرنسا لفتح مجال لنقل المزيد من تكنولوجيا صناعة السيارات وخاصة الأوروبية.
وتقول الشركة الصانعة أنها بصدد إنتاج موديل آخر من السيارة SHAM شام بمواصفات أكثر تطورا وأنها تعد السوق السورية بكل جديد بحيث تتمكن السيارة من منافسة السيارات من نفس الفئة في السوق السورية، خلال السنوات القليلة القادمة من خلال جودة ومتانة وتجهيزات السيارة السورية التي تماثل أفضل السيارات.